# 포켓 PC
포켓 PC(Pocket PC, P/PC, PPC)는 윈도우 CE/윈도우 임베디드 컴팩트를 기반으로 하는 윈도우 모바일 운영체제를 실행하며, 최신 데스크톱 PC의 일부 기능을 갖춘 개인 정보 단말기(PDA)의 한 종류이다. 이 이름은 2000년 마이크로소프트에 의해 팜사이즈 PC 범주의 리브랜딩으로 도입되었으며 2007년까지 판매되었다. 이러한 장치 중 일부는 통합 전화 및 데이터 기능도 갖추고 있었으며, 이는 포켓 PC 폰 에디션으로 알려졌고 최신 스마트폰과 비교할 수 있다. 윈도우 스마트폰은 터치 및 PDA가 아닌 장치를 위한 또 다른 윈도우 CE 기반 플랫폼이다.
2007년 윈도우 모바일 6.0의 등장과 함께 마이크로소프트는 포켓 PC라는 이름을 버리고 새로운 명명 방식을 도입했다.
- 윈도우 모바일 클래식 (이전 포켓 PC): 통합 전화 기능이 없는 장치
- 윈도우 모바일 프로페셔널 (이전 포켓 PC 폰 에디션): 통합 전화 및 터치스크린이 있는 장치
- 윈도우 모바일 스탠다드 (이전 스마트폰): 통합 전화 기능이 있지만 터치스크린이 없는 장치

2010년 현재, 마이크로소프트 포켓 PC 사양을 준수하는 핸드헬드용 애플리케이션 수천 개가 존재하며, 그 중 다수는 프리웨어였다. 마이크로소프트 호환 포켓 PC는 GPS 수신기, 바코드 판독기, RFID 판독기 및 카메라와 같은 많은 추가 기능과 함께 사용할 수 있다. 포켓 PC는 2010년 윈도우 폰으로 대체되었지만, 윈도우 NT 커널을 기반으로 한 버전이 출시된 후에도 2007년의 아이폰과 안드로이드 폰과의 경쟁에서 궁극적으로 밀려났고, 전화 기능이 없는 포켓 PC에 대한 관심은 시들해졌다.

## 역사

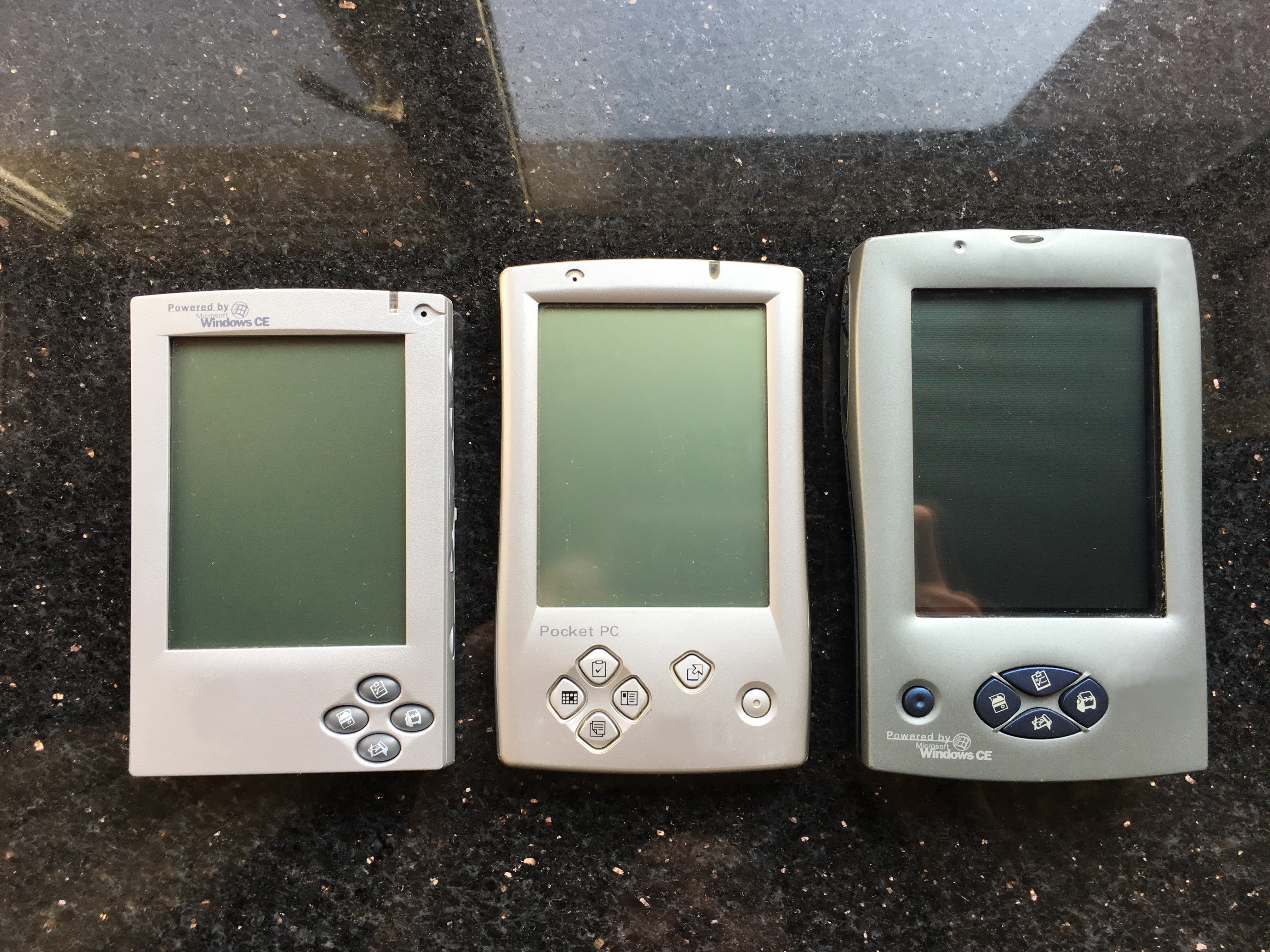
1990년대 후반 HTC 캥거루, 블루버드 및 피콕 팜사이즈 PC

포켓 PC는 이전의 계산기 크기 컴퓨터에서 진화했다. 간단한 비즈니스 및 과학 애플리케이션을 수행할 수 있는 키 입력 프로그래밍 가능 계산기는 1970년대부터 사용할 수 있었다. 1982년 휴렛 팩커드의 HP-75는 1라인 텍스트 디스플레이, 영숫자 키보드, HP BASIC 언어 및 일부 기본적인 PDA 기능을 통합했다. HP 95LX, HP 100LX 및 HP 200LX 시리즈는 그래픽 디스플레이와 QWERTY 키보드를 갖춘 PC 호환 MS-DOS 컴퓨터를 팜탑 형식으로 만들었다. HP OmniGo 100 및 120은 DOS 기반 PC/GEOS에서 펜 및 그래픽 인터페이스를 사용했지만 미국에서는 널리 판매되지 않았다. HP 300LX는 윈도우 CE 운영체제에 팜탑 컴퓨터를 구축했다.
팜사이즈 PC(PsPC)는 물리적 키보드가 없어 핸드헬드 PC보다 작은 윈도우 CE PDA에 대한 마이크로소프트의 공식 명칭이었다. 이 클래스는 1998년 1월 원래 "팜 PC"라는 이름으로 발표되었으나, 팜 주식회사의 소송을 유발했고, 출시 직전 곧 "팜사이즈 PC"로 이름이 변경되었다. 이 장치들은 핸드헬드 PC와 유사했으며 윈도우 CE를 실행했지만, 이 버전은 더 제한적이었고 포켓 마이크로소프트 오피스, 포켓 인터넷 익스플로러, 액티브X 및 기타 일부 도구가 부족했다. 주요 경쟁자는 PalmPilot과 Palm III였다. 사양에 따르면 팜사이즈 PC는 슈퍼H SH3 프로세서와 MIPS 아키텍처를 사용한다. "팜사이즈 PC"라는 용어는 팜파일럿과 같이 마이크로소프트와 반드시 연결되어 있지 않은 유사한 장치들을 지칭하는 일반적인 용어로도 사용되었다.

포켓 PC 2000 출시 당시 포켓 PC 워드마크

마이크로소프트의 핸드헬드 PC와 팜사이즈 PC는 팜에 비해 시장에서 큰 성공을 거두지 못했는데, 사용자들은 윈도우 CE 소프트웨어가 사용하기 어렵고 장치 자체가 두껍다고 불평했다. 2000년 4월 19일, 마이크로소프트는 새롭게 단장한 인터페이스로 포켓 PC를 출시하여 인기 있는 팜 장치와 더 잘 경쟁하게 되었다. 포켓 PC는 완전히 새로운 버전 3.0의 윈도우 CE를 기반으로 했다. HP, 카시오 및 컴팩은 2000년에 포켓 PC 장치를 출시한 최초의 OEM 업체였다. 팜사이즈 PC의 익숙한 데스크톱 윈도우 UI는 포켓 PC에 더 적합한 인터페이스를 위해 제거되었다.

마이크로소프트에 따르면, 포켓 PC는 "사용자가 이메일, 연락처, 약속, 작업을 저장하고 검색하고, 멀티미디어 파일을 재생하고, 게임을 하고, 윈도우 라이브 메신저(이전 MSN 메신저)로 문자 메시지를 교환하고, 웹을 탐색하는 등의 작업을 수행할 수 있도록 하는 휴대용 장치"이다.

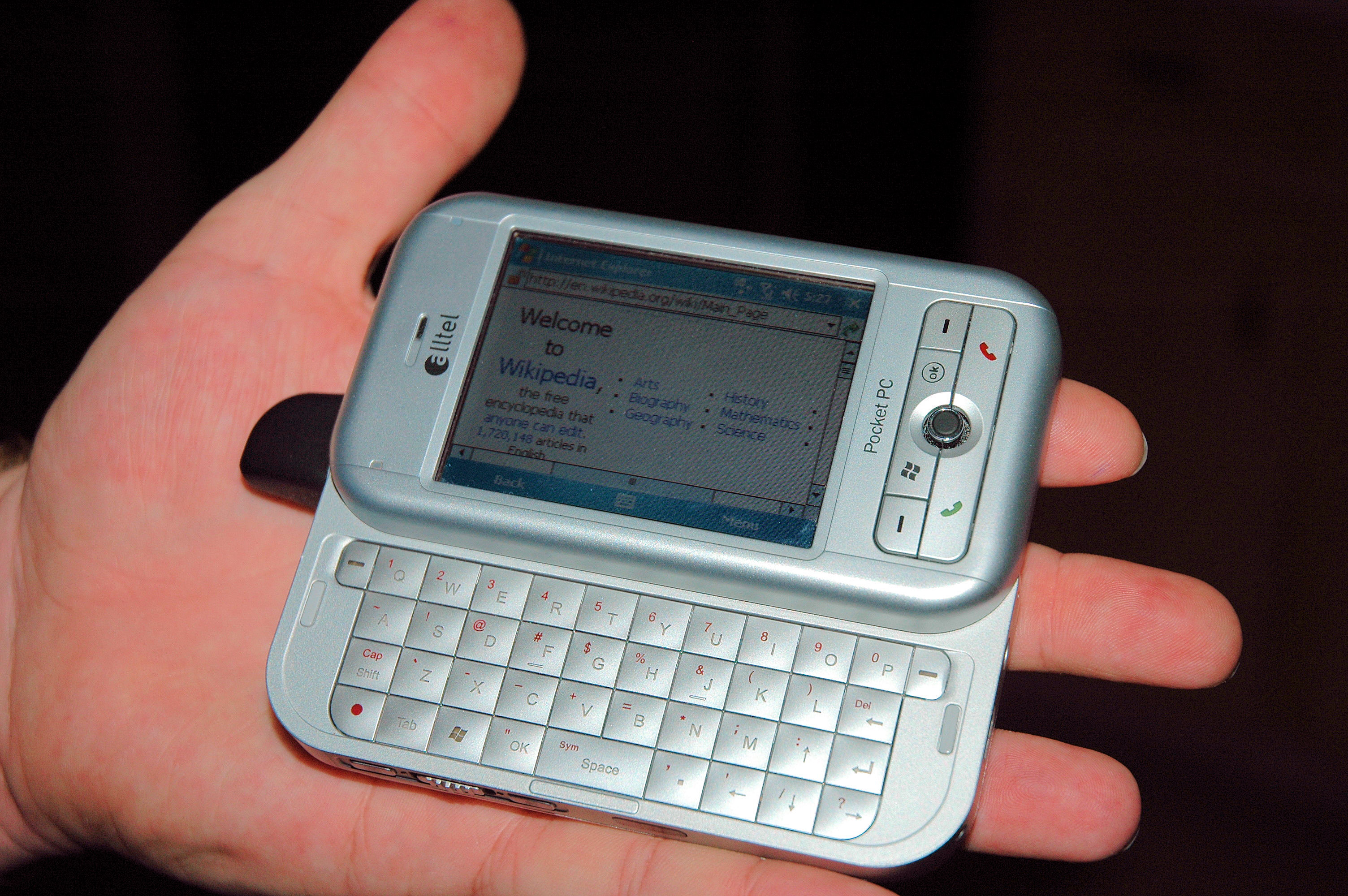
2005년 위키백과를 보여주는 슬라이드 아웃 키보드가 있는 HTC 아파치 포켓 PC (폰 에디션)

2003년 윈도우 모바일 2003 출시 이전에 서드파티 소프트웨어는 마이크로소프트의 eMbedded Visual Tools, eMbedded Visual Basic (eVB) 및 eMbedded Visual C (eVC)를 사용하여 개발되었다. eVB 프로그램은 일반적으로 NS Basic/CE로 비교적 쉽게 변환할 수 있다. 또는 Basic4ppc로 변환할 수 있다.
2007년에는 포켓 PC라는 이름이 완전히 사라졌다. 포켓 PC 폰 에디션은 윈도우 모바일 프로페셔널이 되었고, 스마트폰은 윈도우 모바일 스탠다드가 되었으며, 클래식 전화 없는 포켓 PC(이때쯤에는 틈새 시장이 됨)는 윈도우 모바일 클래식이 되었다.
포켓 PC/윈도우 모바일 OS는 2010년 2월 15일 모바일 월드 콩그레스에서 윈도우 폰이 발표되면서 대체되었다. 기존 하드웨어는 윈도우 폰 7 업그레이드를 공식적으로 지원하지 않았다. 또한 윈도우 모바일용으로 사용 가능한 수천 개의 앱 중 단 하나도 윈도우 폰에서 수정 없이 실행되지 않았다.

## 사양
기술적인 관점에서 "포켓 PC"는 "포켓 PC" 레이블이 붙은 모바일 장치에 대한 다양한 하드웨어 및 소프트웨어 요구 사항을 설정하는 마이크로소프트 사양이다.
예를 들어, 포켓 PC로 분류될 모든 장치는 다음을 충족해야 한다.
- 마이크로소프트의 윈도우 모바일, 포켓 PC 에디션을 실행한다.
- 특정 애플리케이션 제품군이 ROM에 번들되어 있어야 한다.

참고: 윈도우 모바일이라는 이름에는 윈도우 CE 운영체제와 기본 애플리케이션 제품군, 지정된 사용자 인터페이스가 모두 포함된다.
- 터치스크린을 포함한다.
- 방향 패드 또는 터치패드를 포함한다.
- 하드웨어 애플리케이션 버튼 세트를 포함한다.
- ARMv4 호환, 인텔 XScale(ARMv5), MIPS 또는 SH3 CPU를 기반으로 한다. (포켓 PC 2002 사양부터 ARM 기반 CPU가 필요하다.)

## 운영 체제 버전

### 윈도우 모바일 6.5
첫 윈도우 모바일 6.5 장치는 2009년 9월에 처음 공개되었다. 특정 장치용 ROM은 2009년 7월에 유출되었다. 모바일 6.5의 일반 롬 이미지는 공식적으로 배포되고 자유롭게 다운로드 가능한 개발 키트의 일부로도 사용할 수 있다.
윈도우 모바일 6.1을 실행하는 여러 휴대폰은 윈도우 모바일 6.5로 업데이트할 수 있다.

### 윈도우 모바일 6.1
마이크로소프트의 윈도우 모바일 6.1은 2008년 4월 1일에 발표되었으며, 인스턴트 메시징과 유사한 문자 메시징 기능을 도입했다. 윈도우 모바일 6.1은 윈도우 CE 5를 기반으로 구축되었다.

### 윈도우 모바일 6
마이크로소프트의 윈도우 모바일 6은 내부적으로 '크로스보우'로 코드명 지정되었으며 2007년 2월 12일 마이크로소프트에 의해 공식적으로 출시되었다. 모바일 6은 여전히 윈도우 CE 5를 기반으로 했으며 사실상 윈도우 모바일 5의 외관을 개선한 것에 불과했다. 모바일 6과 함께 마이크로소프트의 새로운 명명법도 도입되었고 장치들은 더 이상 포켓 PC라고 불리지 않았다: 전화 기능이 없는 장치는 윈도우 모바일 클래식으로 명명되었고, 전화 기능이 있는 장치는 윈도우 모바일 프로페셔널로 명명되었다.

### 윈도우 모바일 5
포켓 PC용 윈도우 모바일 5는 윈도우 CE 5를 기반으로 했으며, 윈도우 모바일 2003에 비해 많은 수정 사항과 개선 사항을 포함했다.
이전 버전의 운영 체제를 실행하는 포켓 PC는 일반적으로 사용자 설치 애플리케이션과 데이터를 RAM에 저장했는데, 이는 배터리가 소진되면 장치가 모든 데이터를 잃게 된다는 것을 의미했다. 윈도우 모바일 5.0은 모든 사용자 데이터를 영구(플래시) 메모리에 저장하여 이 문제를 해결했으며, RAM은 데스크톱 컴퓨터에서처럼 애플리케이션 실행에만 사용되도록 했다. 결과적으로 윈도우 모바일 5.0 포켓 PC는 일반적으로 이전 장치에 비해 플래시 메모리가 많고 RAM이 적었다.

### 윈도우 모바일 2003
윈도우 모바일 2003은 윈도우 CE.NET 4.2 운영체제를 포함하며, 마이크로소프트 아웃룩, 인터넷 익스플로러, 워드, 엑셀, 윈도우 미디어 플레이어 등 많은 인기 데스크톱 애플리케이션의 축소 버전과 번들되었다.
윈도우 모바일 2003 세컨드 에디션은 기본 가로 모드, 정사각형 화면 및 VGA 지원뿐만 아니라 윈도우 모바일 2003의 원본 릴리스에 이미 있던 기능에 대한 기타 수정 및 변경 사항을 추가했다.

### 윈도우 CE 3.0
포켓 PC 2000은 2000년 4월에 출시되었으며, 윈도우 CE 3.0을 실행했다. 포켓 PC 2000은 마이크로소프트 오피스의 모바일 버전을 특징으로 했으며, 주요 기능은 엑셀 파일에 비밀번호를 보호하는 기능이었다.
포켓 PC 2002는 2001년 10월에 출시되었으며, 이전 모델과 마찬가지로 윈도우 CE 3.0을 기반으로 했다. 일부 포켓 PC 2002 장치는 PDA 기능 외에 휴대폰 기능이 포함된 "폰 에디션"으로도 판매되었다.

## 제조사

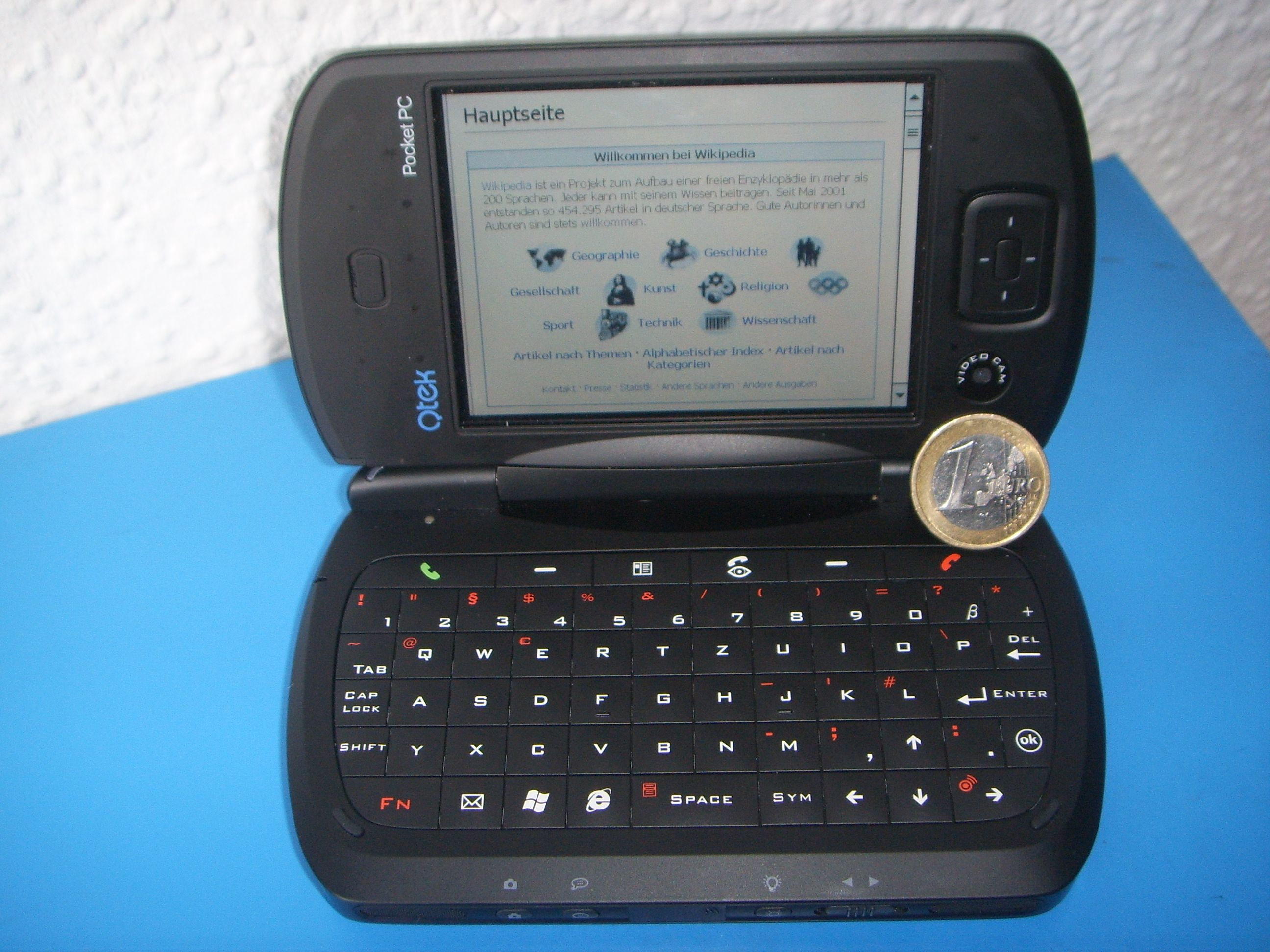
2005년 HTC 유니버설

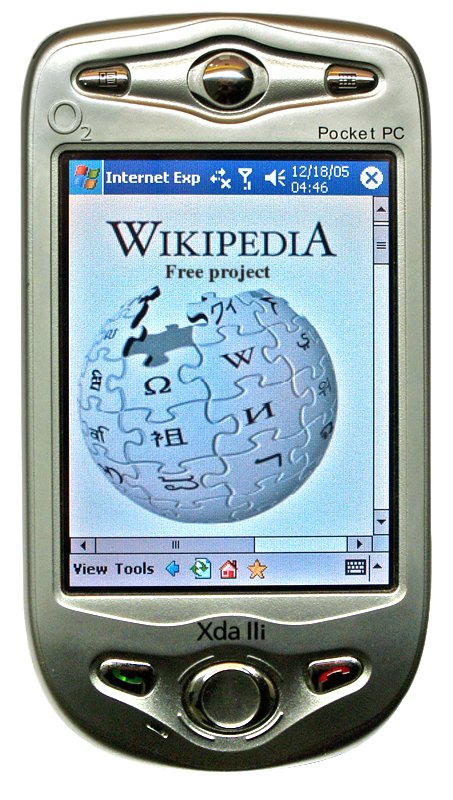
2005년 위키백과를 보여주는 O2 XDA lli

포켓 PC 브랜드가 출시되기 전에는 팜사이즈 PC라고 불리는 동일한 폼 팩터의 다른 윈도우 기반 기기들이 있었다. 이 기기들은 윈도우 CE 2.0-2.11을 실행했으며 당시 최신 데스크톱 윈도우 버전인 윈도우 95와 유사한 인터페이스를 가지고 있었다. 이들 중 첫 번째는 1998년에 출시된 Everex Freestyle로, HTC Kangaroo로도 알려져 있다. 다른 예로는 카시오 카시오페아 E-10/E-11, 컴팩 에어로 1500/1520, Philips Nino 및 HP Jornada 420/430이 있다.
포켓 PC는 여러 회사에서 제조 및 판매되었다. 주요 제조사로는 HP (아이팩 및 현재는 없어진 Jornada 브랜드), 도시바, 에이서, 에이수스, 델 (현재는 없어진 액심 브랜드), 후지쯔 지멘스, E-TEN, HTC 및 뷰소닉 등이 있다. 2003년 중반, Gateway Computers와 JVC는 포켓 PC를 출시할 것이라고 발표했지만, 제품 출시 전에 프로젝트가 중단되었다. 2003년 가격은 하이엔드 모델의 경우 약 US$800 (일부는 휴대폰과 결합됨)에서 로우엔드 모델의 경우 $200까지 다양했다. 2004년 또는 2005년 초에 $100-$200 모델이 출시될 것이라는 소문이 있었지만, 막 출시된 포켓 PC의 최저 가격은 $300를 넘지 않았다. 많은 회사들이 시장 침체로 인해 2003-2004년경부터 PDA 판매를 중단했다. 뷰소닉과 도시바와 같은 주요 회사들은 더 이상 새로운 포켓 PC를 생산하지 않았다.
O2, T-Mobile, Orange와 같은 회사들은 통합 이동 전화 기능(스마트폰)을 갖춘 포켓 PC를 판매하고 있었다. 사용자들은 SIM 카드를 넣고 마법사를 따르면 SIM 연락처를 주소록에 저장할 수 있다. 예를 들어 O2의 Xda 또는 T-Mobile의 MDA Compact가 있다. 이 두 장치 모두 전화 사업자의 로고가 붙어 있지만, 지배적인 포켓 PC 제조업체인 HTC가 제조한다.
더 인기 있는 고급 소비자 시장 포켓 PC 중 하나는 2007년에 단종된 델 액심 x51v였다. 하드웨어 사양에는 640x480 해상도의 3.7인치 컬러 TFT VGA 디스플레이, 624MHz 인텔 XScale PXA270 프로세서, 336MB 메모리(256MB 플래시, 64MB SDRAM), 통합 802.11b 및 블루투스 1.2, 16MB 비디오 메모리가 포함된 통합 인텔 2700G 멀티미디어 가속기가 포함되었다. 확장은 CompactFlash Type II 및 SD 슬롯(SDIO Now!, SDIO 및 MMC 카드 지원)을 통해 가능했다. 1,100mAh 사용자 교체 가능 배터리(예상 4–6.5시간, 2200mAh도 사용 가능)가 포함되었다.
일부 포켓 PC는 종종 휴대폰 기능과 결합된 통합 GPS를 특징으로 했다. 내장 전화 기능을 갖춘 포켓 PC는 윈도우 모바일 스마트폰 에디션 장치와 여러 면에서 다르며, 후자는 터치스크린이 없다는 점이 포함된다. GPS가 통합된 현재 포켓 PC의 몇 가지 예로는 VGA 화면과 통합 SiRF Star III GPS를 갖춘 고급 포켓 PC인 후지쯔 지멘스 포켓 룩스 N560, 통합 슬라이드 인 키보드가 있는 소형 커뮤니케이터인 HTC TyTN, 통합 엄지보드, GPS 및 GSM/GPRS 전화 기능을 갖춘 HP hw6945 및 HP iPAQ hw6515, QTek 9000으로 브랜드화된 HTC의 최고급 유니버설(다양한 통신 회사에서 Orange SPV M5000, T-mobile MDA Pro, Vodafone VPA IV, O2 Xda Exec, i-Mate JasJar, Dopod 900으로도 브랜드화됨)이 있다.
포켓 PC 시장에 새로 진출한 경쟁사는 팜이었는데, 이 회사는 윈도우 모바일 5.0을 기반으로 하고 통합 전화 기능을 갖춘 트레오 700w/wx와 같은 장치를 판매했다. 이전에는 팜이 자체 팜 OS를 실행하는 PDA만 생산했다(초기 트레오 버전도 마찬가지). 하지만 포켓 PC의 윈도우 모바일에 인기를 잃기 시작하면서 팜 OS 생산을 중단했다.
HTC는 2006년 기준으로 다른 회사들(HP 및 O2 포함)을 위한 모든 전화 가능 윈도우 모바일 장치의 최대 80%를 제조했으며, 많은 비전화 포켓 PC(델, HP 및 후지쯔 지멘스와 같은 회사용)도 제조했다. HTC는 이제 자체 브랜드와 Dopod 브랜드로 윈도우 모바일 장치를 판매하고 있었다.

## 같이 보기
- 윈도우 CE
- 윈도우 모바일
- 액티브 싱크
- 핸드헬드 PC (HPC)